# Tramway d'Oussolié-Sibirskoïé
Le tramway d'Oussolié-Sibirskoïé est le réseau de tramways de la ville d'Oussolié-Sibirskoïé, dans l'oblast d'Irkoutsk, en Russie. Il comporte quatre lignes, pour un total de 32,5 kilomètres de longueur additionnée. Sa construction a débuté en 1963, et la première ligne a été mise en service le 16 février 1967.